# Microsoft Lumia 650

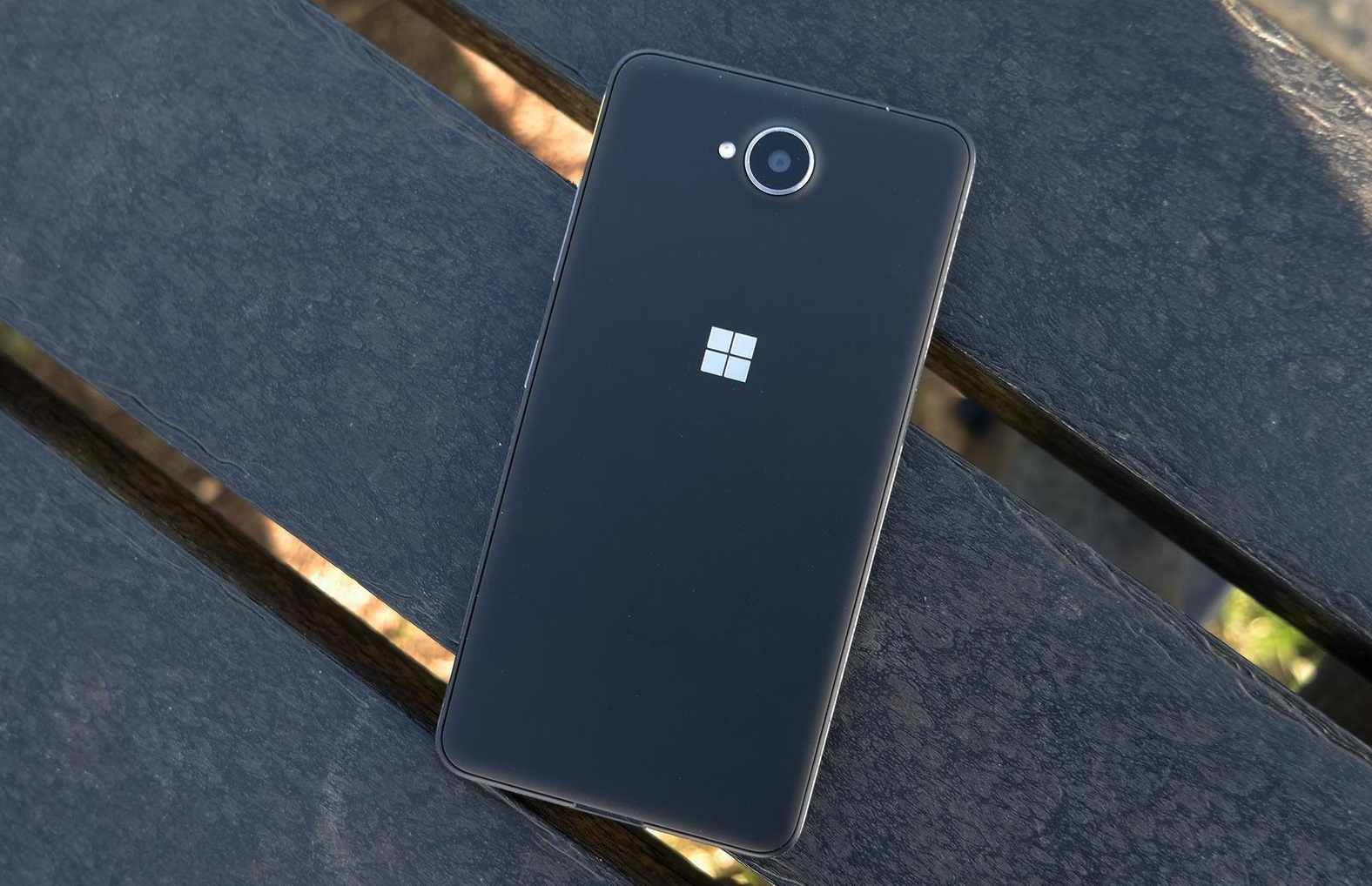
Retro di Microsoft Lumia 650

Il Microsoft Lumia 650 è uno smartphone di fascia medio-bassa prodotto da Microsoft, che fa parte della serie Lumia. È il successore del Microsoft Lumia 640. Il Lumia 650, assieme al Lumia 550, al Lumia 950 e al Microsoft Lumia 950 XL, inaugura la serie x50 della gamma e monta, come gli altri dispositivi appena citati, Windows 10 Mobile nativo.
Presentato nei primi mesi del 2016, lo smartphone è in vendita dal 15 febbraio dello stesso anno, con lo scopo di proporre al pubblico un telefono finalizzato all'utenza business e all'utenza media ad un prezzo relativamente basso di €239 (colorazione bianco e nero). In alcuni mercati è stata lanciata anche la versione dual SIM.

## Caratteristiche Tecniche

### Hardware
Il Lumia 650 è corredato da un processore Snapdragon 212 di Qualcomm, chipset quad-core con frequenza da 1.3 GHz. A supporto del processore c'è 1 GB di RAM, la memoria interna da 16 GB espandibile sino a 200GB tramite microSD e la batteria, estraibile, da 2000mAh. La fotocamera posteriore è da 8MP con flash led e apertura f/2.2 in grado di registrare video con risoluzione HD a 30 fps. Quella anteriore, invece, è una fotocamera da 5MP. Lo schermo è un 5" AMOLED con risoluzione HD (720 x 1280 pixel) e con una densità di 315ppi. Il sistema operativo è Windows 10 Mobile.
Il dispositivo supporta la connettività 4G LTE, Bluetooth 4.1, NFC e Wi-Fi, tutto racchiuso in un peso di 122 grammi con uno spessore di 6,9 millimetri.